# سام هال
سام هال (بالإنجليزية: Sam Hall)‏ هو غطاس وسياسي أمريكي، ولد في 10 مارس 1937 في دايتون في الولايات المتحدة، وتوفي في 11 أغسطس 2014. انتخب عضو مجلس نواب أوهايو.

## روابط خارجية
- سام هال على موقع الاتحاد الدولي للسباحة (الإنجليزية)
- سام هال على موقع اللجنة الأولمبية الدولية (الإنجليزية)
- سام هال على موقع أوليمبيديا (الإنجليزية)